# 醛糖酸

葡萄醣酸的化學結構，葡萄糖所衍生出來的醛醣酸

醛醣酸（aldonic acid）為一種糖酸。為醛糖的醛基被氧化為羧基而成。因此，此類化合物的通式為HOOC-(CHOH)n-CH2OH。若氧化為為羧基的是醛基另一端的羥基，則稱為醣醛酸（uronic acid），若兩端都被氧化成羧基，則稱為醛糖二酸（aldaric acid）醛

醛醣酸通常是由醣類加溴氧化而得。跟醣類形成半縮醛環狀醣類似的原理，醛醣酸會因環化而普遍以內酯的形式存在。然而，與半縮醛不同的是，內酯沒有手性易構物，且沒有辦法行程醣苷鍵
醛醣酸普遍存在於生物體，為本氏液或斐林试剂氧化醛醣的產物。醛醣酸內酯為克利安尼－費歇爾合成（Kiliani-Fischer synthesis）的關鍵中間物。
醛醣酸及其內酯的命名通常是將還原態醣類字尾的「-ose」代換為「onic acid」或「onolactone」。舉例來說，D-葡萄糖（D-glucose）氧化後的D-葡萄糖酸就可以叫「D-gluconic acid」或「D-gluconolactone」。